# تايلور ويسينج
تايلور ويسينج شركة محاماة دولية لديها 32 مكتبًا عالميا. لدى الشركة حوالي 400 شريك و 1000 محام في جميع أنحاء العالم. تم تشكيل الشركة نتيجة لدمج شركة المحاماة البريطانية تايلور جوينسون غاريت والشركة القانونية الألمانية ويسينج وجوسلر-بيرنبرغ، مع الاحتفاظ بالاسم الأول لكل منهما.

## تاريخ
أسست في عام 1873 تحتاسم ويسينج وجوسلر-بيرنبرغ على يد كلا من هيرمان ماي و الفونس ميتلستراس كشركة مقرها هامبورغ وتم التركيز على التجار الهانزية.